# Albert Meyenberg

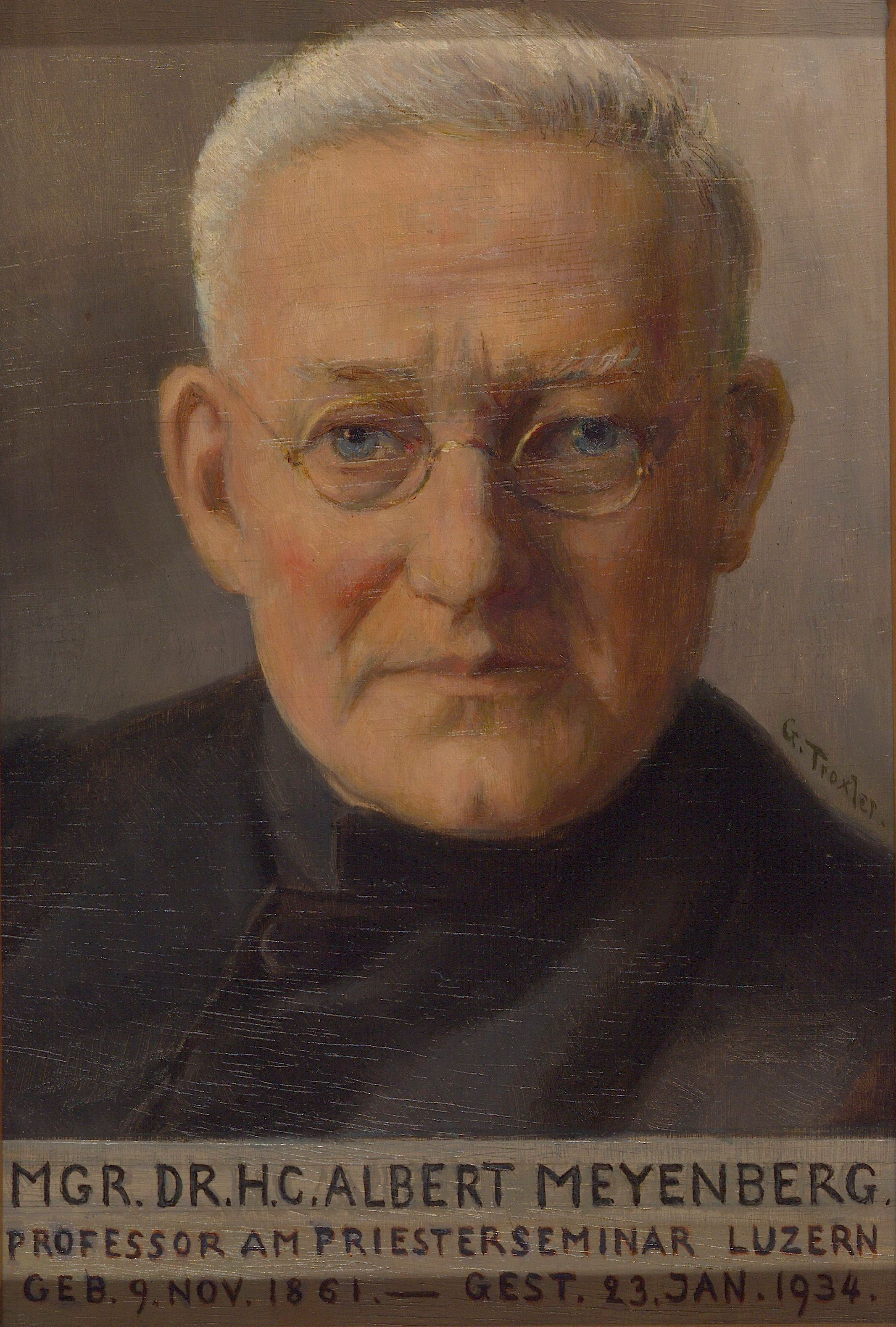
Albert Meyenberg

Albert Meyenberg (* 9. November 1861 in Zug; † 23. oder 26. Januar 1934 in Luzern) war ein Schweizer Theologe der römisch-katholischen Kirche.

## Leben
Der Sohn des Gärtnermeisters Peter Joseph und der Franziska geb. Suppiger besuchte von 1874 bis 1880 die Kantonsschule Zug. Ab 1880 studierte er Theologie in Innsbruck und Würzburg. Nach der Priesterweihe 1885 war er Lehrer und Pfarrhelfer in Baar und wurde 1891 Professor der Pastoraltheologie und Lehrbeauftragter für Moraltheologie in Luzern. 1928 wurde er Dr. theol. h.c. der Universität Freiburg im Üechtland.

## Schriften (Auswahl)
- Jesus der König und sein Königreich in der hl. Schrift. Ein Beitrag zum Verständnis des Rundschreibens Pius XI. und des Festes Jesu Christi des Königs. Luzern 1926.
- Das Jesusbild der Evangelien von der Geburt bis zur Himmelfahrt. Pragmatisch-exegetische Gesamtschau. Luzern 1932.
- Einleitung und Einführung in das Neue Testament. Luzern 1932.
- Albert der Große mit der großen Seele. Freiburg 1933.